# Emir

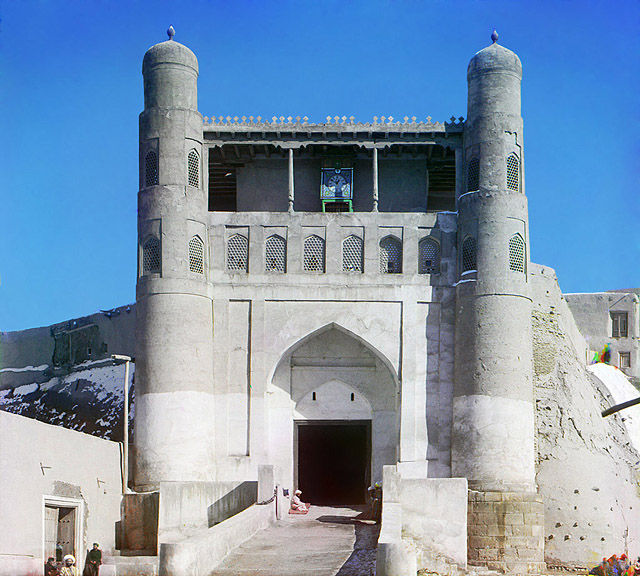
Poarta de intrare în palatul emirului din Bukhara. Fotografie făcută ca. în 1912 de Sergei Mikhailovich Prokudin-Gorskii.

Emir (din arabă: مير amīr und turc. emir = comandant, prinț, guvernator)
Mai demult în lumea islamică un emir avea sub comanda sa o trupă de soldați, emir care după cucerirea teritoriului devenea guvernatorul locului ocupat, unii emiri prin creșterea puterii lor aspirau să fie recunoscuți ca și califi.
Prncipalele schimbări a titlului de emir sunt:
- amīr al-mu’minīn („Comandantul dreptcredincioșilor“) a fost după Omar ibn al-Khattab (Umar 592 - 644) denumirea onorifică de calif al Islamului
- amīr al-umarā („Comandantul comandanților“) a fost în timpul dinastiei Abbazizilor cu titlul de Comandant suprem iar în Imperiul Otoman Guvernatorul unei provincii
- Denumirea rangului militar de amiral provine din arabă: amīr al-bahr (arabă امير البحر, „Comandantul mării“).

Emirate arabe suverane există și azi după sfârșitul dominației britanice (1971):
- Emiratul Kuweit, Emiratul Qatar, sau o uniune de emirate Emiratele Arabe Unite. Un statut asemănător l-au avut Federația Emiratelor Arabe ale Sudului (ceea ce mai târziu a devenit Yemenul de Sud) și Bahrain (până în 2002, când a devenit regat).
- De la emir provine titlul curdo-persan mir (conducătorul unui trib, sau grupe), denumire care este folosit și de triburile indiene din India.